# Övre Tväråsel
Övre Tväråsel är en småort i Älvsbyns kommun. Orten ligger i Älvsby socken, mellan Älvsbyn och Vidsel vid länsväg 374, cirka 5 kilometer norr om Nedre Tväråsel.

## Befolkningsutveckling
| Befolkningsutvecklingen i Övre Tväråsel 1960–2015                                          | Befolkningsutvecklingen i Övre Tväråsel 1960–2015 | Befolkningsutvecklingen i Övre Tväråsel 1960–2015 | Befolkningsutvecklingen i Övre Tväråsel 1960–2015 | Befolkningsutvecklingen i Övre Tväråsel 1960–2015 |
| ------------------------------------------------------------------------------------------ | ------------------------------------------------- | ------------------------------------------------- | ------------------------------------------------- | ------------------------------------------------- |
|                                                                                            |                                                   |                                                   |                                                   |                                                   |
| År                                                                                         |                                                   |                                                   | Folkmängd                                         | Areal (ha)                                        |
| 1960                                                                                       | 1960                                              |                                                   | 187                                               | ¤                                                 |
| 1990                                                                                       | 1990                                              |                                                   | 95                                                | 26#                                               |
| 1995                                                                                       | 1995                                              |                                                   | 97                                                | 28#                                               |
| 2000                                                                                       | 2000                                              |                                                   | 78                                                | 28#                                               |
| 2005                                                                                       | 2005                                              |                                                   | 72                                                | 28#                                               |
| 2010                                                                                       | 2010                                              |                                                   | 74                                                | 28#                                               |
| 2015                                                                                       | 2015                                              |                                                   | 88                                                | 40#                                               |
| Anm.: 1960 som Övre Tväråselet. ¤ Som tätortsbebyggelse med 150-199 invånare # Som småort. |                                                   |                                                   |                                                   |                                                   |